# Jean-Jacques Seymour
Pour les articles homonymes, voir Seymour.
Jean-Jacques Seymour, né le 31 juillet 1949 à Mézin (Lot-et-Garonne) et mort le 13 octobre 2023 au Chesnay,, est un journaliste et essayiste français.

## Biographie
Il est diplômé de l’Institut d’études politiques de Toulouse. En 1977, il commence sa carrière d'animateur radio sur Radio Caraïbes International, devenant par la suite rédacteur en chef. Il a animé deux émissions sur la radio TropiquesFM, été animateur sur Télé Caraïbes International Martinique, Radio Fusion, Canal3monde.

## Publications
- avec Elisabeth Hector, La Caraïbe des brûlots sur la mer, Paris, éditions Caribéennes, 1981.
- Une saison en seymourade : des produits frais et bio sur le plateau,
- Vers demain une parabole sur l’argent à raconter à nos enfants.
- Une obsession nommée Hugo, (sur Hugo Chavez), Menaibuc Editions, 2007.
- Les chemins des proies, une histoire de la flibuste, Ibis rouge éditions, 2010.
- La Caraïbe face à la mondialisation, Ibis rouge éditions, 2010.
- Cuba, l’odyssée médicale, Owen Publishing, 2018.